# Valens
Valens (grško Ουάλης, latinsko Flavivs Jvlivs Valens Avgustvs) je bil cesar Vzhodnega rimskega cesarstva, ki je vladal od leta 364 do 378, * 328, Cibalae, Panonija, 9. avgust 378, Odrin, Trakija.
Vzhodno polovico Rimskega cesarstva mu je prepustil brat Valentinijan I., ki je zatem vladal samo na zahodu. Valens, znan tudi kot "zadnji pravi Rimljan", je bil poražen in ubit v bitki z Goti pri Odrinu, ki je označila začetek konca propadajočega Zahodnega rimskega cesarstva.

## Življenjepis

### Imenovanje za cesarja
Valens in njegov brat Valentinijan sta bila rojena v ilirski družini v Cibaliji, sedanjih Vinkovcih na Hrvaškem. Odrasla sta na posestih, ki jih je njun oče Gracijan Starejši kupil v Afriki in Britaniji. Valentinijan je imel pred imenovanjem za cesarja za seboj uspešno vojaško kariero, Valens pa očitno nobene, saj je v vojsko vstopil šele v 360. letih, ko se je pridružil bratu na pohodu cesarja Julijana Odpadnika proti Perzijcem. 
Februarja 364 je cesar Jovijan na poti v Konstantinopel, kjer je nameraval uveljaviti svoje zahteve do rimskega prestola, med postankom v Dadastani kakšnih 100 km vzhodno od Ankare doživel napad asfiksije in umrl.  Med njegovimi pribočniki je bil tudi tribunus scutariorum (poveljnik straže) Valentinijan, katerega je vojska 26. februarja 364 razglasila za avgusta. Ker je Valentinijan menil, da za vladanje tako velikemu cesarstvu potrebuje pomočnika, je 28. marca istega leta za socesarja imenoval svojega brata Valensa. Oba avgusta sta preko Adrianopola in Naissa  potovala do Sirmija, kjer sta razdelila svoje spremstvo in se razšla.
Valens je dobil vzhodno polovico cesarstva z Grčijo, Egiptom, Sirijo in Malo Azijo do meje s Perzijo. Decembra 364 se je vrnil v svojo prestolnico Konstantinopel.

### Prokopijev upor
Ob Valensovem prihodu na prestol so se Rimljani v skladu z mirovno pogodbo, ki jo je njegov predhodnik Jovijan sklenil s sasanidskim kraljem Šapurjem II., umaknili iz večjega dela Mezopotamije in Armenije. Valensova prva in najpomembnejša naloga spomladi 365 je bila pohod na vzhod v upanju, da bo ponovno osvojil izgubljeno ozemlje. Do jeseni 365 je prodrl do Cezareje v Kapadokiji, kjer je izvedel, da se je v Konstantinoplu za cesarja razglasil uzurpator Prokopij.
Prokopij je bil bratranec Julijana Apostata, ki je med pohodom proti Sasanidom poveljeval  severnemu krilu fronte in ni sodeloval na volitvah za njegovega naslednika Jovijana. Jovijan je po prihodu na prestol poskušal Prokopija pomiriti, po Valensovem prihodu na prestol pa se ni več počutil varnega in se je uprl. Po neuspelem poskusu aretacije se je nekaj časa skrival in se nato vrnil  v Konstantinopel, kjer mu je uspelo prepričati dve vojaški enoti, da sta ga 28. septembra 365 razglasili za cesarja. Njegov sprejem v mestu je bil sprva mlačen, s spretno propagando pa kmalu pridobil naklonjenost meščanov. Konstantinopel je zaprl pred poročili od zunaj in začel širiti novico, da je Valentinijan umrl, začel kovati svoje kovance, na katerih se je bahal s svojo povezavo s Konstantinsko dinastijo, in za svoje dinastične zahteve izkoriščal celo vdovo in hčerko cesarja Konstancija II.. Predstava je imela nekaj uspeha, zlasti med vojaki, zvestimi Konstantincem, in vzhodnimi intelektualci, ki so imeli občutek, da jih Valentinijanci preganjajo.  
Valens se je medtem začel obotavljati. Sklenil je odstopiti ali celo narediti samomor, ko se je umiril in odločil, da se bo boril, pa je njegovo odločitev oviralo dejstvo, da  je večina njegove vojske medtem že prešla  Kilikijska vrata in prišla v Sirijo. Valens je kljub temu proti Prokopiju poslal dve legiji, kateri je Prokopij zlahka prepričal, da sta prestopili na njegovo stran. Kasneje istega leta so Valensa skoraj ujeli v spopadu blizu Kalcedonu. Stanje se je zanj še poslabšalo po Valentinijanovem sklepu, da ne bo več branil njegovega ozemlja. Prokopiju je zaradi šibkega odpora do konca leta 365 uspelo dobil oblast  v trakijski in azijski diocezi. 
Spomladi leta 366 je Valens zbral dovolj vojakov, da se je učinkoviti zoperstavil Prokopiju. Iz Ancyre je odkorakal proti zahodu in v Frigiji porazil Prokopijevega generala Gomoarja. Po zmagi se je v Nakoleji spopadel s samim Prokopijem in prepričal njegove vojake, da so prestopili na njegovo stran. Prokopija so 27. maja 366 usmrtili in njegovo glavo poslali Valentinijanu v Trier. 

### Vojna z Goti
Gotska ljudstva, naseljena severno od cesarstva, ki so bila od poraza s Konstantinom leta 332 mirna, so podprla Prokopijev upor proti Valensu in se tudi  sama nameravala upreti.  Valens je zato spomladi 367 s pomočjo cesarja Zahodnega rimskega cesarstva Gracijana prečil Donavo in napadel Gote Tervinge kralja Atanarika. Tervingi so se umaknili v Karpate in se spretno izmikali neposrednemu spopadu, zato se je Valens pozno poleti umaknil. Naslednje leto so spomladanske  poplave Donave Valensu preprečile pohod proti Gotom in cesar je zbrano vojsko zaposlil z gradnjo utrdb.  Leta 369 je ponovno prečil Donavo, napadel gotske Grevtunge in nato še Tervinge in oboje pozazil. Atanarik je zaprosil za mir, kar je Valens z veseljem sprejel. Zdi se, da je mirovna pogodba v veliki meri  poslabšala odnose med Goti in Rimljani in prekinila svobodno trgovino in izmenjavo vojakov namesto plačevanja davka. Valens je v naslednjih letih močno občutil izgubo gotskih vojaških enot. 

### Vojna s Sasanidi
Med Valensovimi razlogi za prenagljeno sklenitev miru  z Goti leta 369 je bilo tudi poslabšanje razmer na vzhodu. Cesar Jovijan se je z mirovno pogodbo leta 363 odpovedal tudi najbolj sporni rimski zahtevi po oblasti v Armeniji in Šapur II. je izkoristil nastalo priložnost. Na svojo stran je začel vabiti armenske poglavarje in nazadnje prisilil njihovega kralja Arsaka II. na beg. Perzijci so ga kmalu zatem ujeli in zaprli. Šapur je potem poslal svojo vojsko proti Kavkaški Iberiji in, verjetno leta 367, oblegal Arsakovega sina Papa v trdnjavi Artogerasa. Naslednjo pomlad je Papu uspelo pobegniti iz oblegane trdnjave in priti do Valensa, ki je bil v Marcianopolu na vojnem pohodu proti Gotom. 
Po vzpostavitvi miru z Goti je Valens poleti poslal na vzhod svojega generala Flavija Arinteja, da bi Papa vrnil na armenski prestol. Dejanje je izzvalo kralja Šapurja, da je napadel in poskušal zasesti še preostalo armensko ozemlje. Papu je ponovno uspelo pobegniti. Leta 370 so se Rimljani vrnili v Armenijo s še večjo vojsko in Papa ponovno postavili na njen prestol. Naslednjo pomlad so poskusili podjarmiti tudi Kavkaško  Iberijo in v Armeniji pri gori Npat nastanili svojo garnizijo. Šapur je ponovno napadel leta 371. Njegovo vojsko sta v Bagavanu prestregla generala  Trajan in Vadomarij in ga porazila. Valens je s tem prekoračil mirovno pogodbo iz leta 363 in nato uspešno obranil svoje osvojitve. Še isto leto je s Šapurjem sklenill navidezen mir,  ki je zaradi  vdora v Kušan na vzhodu Sasanidskega cesarstva trajal pet let. 
V Armeniji je medtem začel povzročati težave mladoletni kralj Pap, ki je začel  voditi samovoljno politiko.  Usmrtiti je dal celo armenskega škofa Narza in zahteval oblast nad številnimi rimskimi mesti, vključno z Edeso v Mezopotamiji. Valens je pod pritiskom svojih generalov in v strahu, da bo Pap prestopil na perzijsko stran, poskušal Papa ujeti. Prvi poskus mu ni uspel, malo kasneje pa so ga Rimljani v Armeniji le uspeli ujeti in ubiti. Valens je na njegovo  mesto imenoval člana  arsakidske dinastije Varazdata, ki je vladal pod regentstvom Rimu naklonjenega sparapeta Musela Mamikonijana.
Dogodki v Armeniji Perzijcem niso bili pogodu in so zahtevali ponovno uveljavitev mirovne pogodbe iz leta 363. Do leta 375 se je stanje na vzhodni meji tako zaostrilo, da se je Valens začel pripravljati na velik vojni pohod. Med pripravami so se začele težave tudi drugod po cesarstvu. V Izavriji, gorati pokrajini v zahodni Kilikiji, je leta 375 izbruhnil velik upor in pritegnil vojsko, ki je bila namenjena na vzhod. Poleg tega so se leta 377 uprli še Saraceni kraljice Malvije in opustošili Fenicijo in Palestino vse do Sinaja. Valensu je uspelo zatreti oba upora, priložnost za ukrepanje na vzhodni meji pa je bila zamujena.
Leta 375 je Valensovega  brata Valentinijana v Panoniji zadela možgansko kap, zaradi katere je 17. novembra umrl.  Vojska v Panoniji je za njegovega naslednika razglasila sina Gracijana, ki je že bil očetov socesar, Gracijan pa je za socesarja imenoval svojega polbrata Valentinijana. 

### Gotska vojna
Valensovi načrti za pohod proti vzhodu se niso nikoli uresničili. Premestitev vojakov na zahod cesarstva leta 374 je v Valensovi mobilni vojski pustilo veliko vrzel.  Med pripravami na vojno na vzhodu je sprožil ambiciozen program novačenja vojakov, s katerim je namereval zapolnil nastalo praznino, zato ga je prijetno presenetila novica, da so ga gotska plemena, ki so se umikala pred Huni, prosila za zaščito. Leta 376 so Vizigoti prišli do severne obale Donave in k Valensu poslali delegacijo z zahtevo, da jim da zavetje in ozemlje v Iliriku. Ob Donavi v Meziji in Dakiji je bilo približno 200.000 gotskih vojakov in 1.000.000 civilistov. 
Valensovi svetovalci so hitro ugotovili, da bi Goti lahko bili velik vir vojakov, ki bi takoj okrepil njegovo vojsko in zmanjšal odvisnost od lokalnih nabornih komisij. Med Goti, ki so iskali zatočišče, je bila tudi skupina poglavarja Frigiterna.  Valens je Frigiterna podprl že v 370. letih v borbi proti tervinškemu kralju Atanariku, ker je preganjal gotske kristjane. Valens je vstop v cesarstvo dovolil samo Frigiternovi skupini, kar pa ni preprečilo drugim, da so mu sledili. 
Ko so Frigitern in njegovi Goti prišli preko Donave, je Valensova mobilna vojska odšla na vzhod na perzijsko mejo in v Izavrijo, tako da so naseljevanje Gotov nadzirali samo limitanei. Maloštevilna vojska ni mogla preprečiti prehajanja Gotov, kasneje pa tudi Hunov in Alanov, preko Donave. Proces, ki se je začel z nadzorovanim priseljevanjem, se je pretvoril v nenadzirano masovno priseljevanje. Stanje se je še poslabšalo, ko so lokalni generali začeli zlorabljati Vizigote pod svojim poveljstvom. Goti so se zato leta 377 uprli in pred Marcianopolom porazili rimsko vojsko. 
Ko so se Vizigotom pridružili Ostrogoti in nazadje še Huni in Alani, se jim rimska vojska, zbrana z vzhoda in zahoda, ni mogla upreti. V bitki pri Ad Salices je doživela poraz in barbarom na široko odprla pot v Trakijo južno od Rodopov.  Valens je bil šele leta 378 dovolj močan, da je lahko iz svoje baze v  Antiohiji odšel proti zahodu. S seboj je odpeljal večino svojih vojakov in za seboj pustil samo najbolj nujne posadke, v katerih so bili tudi Goti. V Konstantinopel je prišel 30. maja 378. Medtem so Valensovi svetniki, comes Rikomer in njegovi generali Frigerid, Sebastijan in Viktor, posvarili Valensa in ga poskušali prepričati, naj ne napade Gotov, ampak počaka na Gracijana in njegove zmagovite legijonarje iz Galije. Njihov predlog je vztrajno zagovarjal tudi Gracijan. Nazadnje se je zgodilo tisto, kar se je že dolgo pričakovalo: Valens, ljubosumen na Gracijanove vojaške uspehe, se je odločil, da bo zasluge za zmago požel kar sam. 

### Bitka pri Odrinu in Valensova smrt
Po kratkem bivanju v Trakiji, namenjenemu sestavljanju enot in nabiranju moči,  se je Valens odpravil proti Odrinu. Od tam je krenil na pohod proti združeni vojski barbarov in se 9. avgusta 378 z njimi spopadel v bitki pri Odrinu.  Sprti strani sta se sprva poskušali pogajati, vendar je pogajanja prekinil nenaden napad rimske vojaške enote, ki je obe strani potegnil v bitko. Rimljani so sprva dobro držali svoje položaje, po nepričakovanem prihodu vizigotske konjenice, ki je prebila njihovo obrambo, pa so doživeli zlom.
Primarni vir opisa bitke ja Amijan Marcelin. Valens je velik del svojih enot zaposlil s straženjem vojaške opreme in zakladnice, kar je znatno oslabilo njegovo moč.  Konjenica na njegovem desnem krilu je prišla na bojišče malo pred levim krilom. Ker je bil dan izredno vroč, je med čakanjem trpela zaradi vročine in izgubljala svojo moč.  
Frigitern je izkoristil nastalo stanje in poskušal zavlačevati, zato je ponovno poslal svoje mirovne pogajalce.  Končni rezultat pogajanj je bil, da je bila rimska konjenica popolnoma izčrpana. Položaj rimske vojske se je še poslabšal, ko so morali zaradi neusklajenega napada rimskih lokostrelcev odpoklicati Valensovega odposlanca  Rihomerja. Lokostrelce so Goti potolkli in so se morali umakniti. 
Ko je bila bitka v polnem zamahu, se je s preskrbovalnega pohoda vrnila gotska konjenica in pod poveljstvom Alteja in Safraksa napadla Rimljane. V tem, verjetno kjučnem trenutku bitke, je rimska konjenica pobegnila z bojišča. Od tu dalje Amijan opisuje dve različici Valensove smrti. Po prvi je Valensa "smrtno ranila puščica in je takoj izdihnil".  Njegovega trupla niso nikoli našli in primerno pokopali. Po drugi je bila rimska pehota  "zapuščena, obkoljena in razsekana na koščke". Ranjenega Valensa so odnesli v majhno leseno kočo, katero so obkolili in požgali Goti, ki očitno niso vedeli, da se v njej skriva sam cesar.  Po tretji različici je Valensa, ki med vzpodbujanjem vojakov ni nosil čelade, v obraz zadelo gotsko kopje. 
Valensovo smrt  podobno opisuje tudi cerkveni zgodovinar Sokrates:
Nekateri so zatrjevali, da je živ zgorel med napadom Gotov v vasi, kamor se je umaknil, drugi pa so trdili, da je sredi bitke slekel cesarski plašč in po begu konjenice osebno poveljeval glavnini pehote. Pehoto so obkolili Goti in jo popolnoma uničili.  Med padlimi je bil tudi cesar, katerega brez cesarske oprave med padlimi niso prepoznali.
V bitki sta padli dve tretjini Valensove armade, med njimi tudi mnogo njegovih najboljših častnikov. Ostanke vojske sta zbrala comes Rihomer in general Viktor in jih ponoči odpeljala z bojišča. 
Poraz, ki je onesposobil rimsko vlado, je bil po mnenju zgodovinarja J.B. Burryja povsem nepotreben. Cesarja Gracijana, starega komaj devetnajst let, je poraz tako prizadel, da do imenovanja cesarja Teodozija I. ni bil zmožen soočiti se s katastrofo, ki se je širila brez nadzora.

## Zapuščina
A.H.M. Jones trdi, da je bil Valens "že kot protektor poponoma neprepoznaven uradnik brez  vojaških vrlin. Občutek  manjvrednosti je skrival za bolestno sumničavostjo in divjaškim  kaznovanjem domnevnih zarotnikov". Jones mu kljub temu priznava, da je bil  "vesten uradnik, ponižen človek in, tako kot njegov brat, goreč kristjan". Smrt v tako neslavni bitki je pomenila najnižjo točko njegove nesrečne kariere. 
Poraz pri Odrinu je pomenil konec rimske ozemeljske celovitosti, kar so prepoznali celo njegovi sodobniki.  Amijanu je bilo povsem jasno, da je bil najhujši poraz v rimski zgodovini po bitki pri Kanah  v drugi punski vojni| 2. avgusta 216 pr. n. št..  Rufin je bitko imenoval "začetek hudih časov za Rimsko cesarstvo takrat in pozneje".
Valens je zaslužen za kratko zgodovino rimske države, ki jo je na njegov ukaz napisal njegov tajnik Evtropij. Zgodovina, znana kot Breviarium ab Urbe condita, opisuje zgodovino Rima od njegove ustanovitve. Po mnenju nekaterih zgodovinarjev je Valensa za pisanje motivirala potreba po učenju rimske zgodovine, da bi se sam, kraljevska družina in njegovi  uslužbenci laže vključili v senatorski družbeni razred.

### Borbe z versko vsebino
Valens se je med svojim vladanjem soočal s teološkimi  različnostmi, ki so pomenile začetek delitve Rimskega cesarstva. Cesar Julijan Odpadnik (vladal 361–363) je poskušal oživeti poganstvo. V svojem nazadnjaškem poskusu je vešče izkoristil nesoglasja med različnimi krščanskimi frakcijami in večinoma poganske vojake in častnike. Na njegov poskus so kljub široki podpori gledali kot na pretiran. Na cesarja so pred njegovo smrtjo na pohodu proti Perzijcem pogosto gledali s prezirom, njegovo smrt pa so imeli za božje znamenje.
Podobno kot brata Konstancij II. in Konstans sta imela tudi Valens in Valentinijan I. zazlični verski prepričanji: Valens je bil arijanec, Valentinijan I. pa je pripadal nicejski veroizpovedi. Po Valensovi smrti se je arijanstvo na vzhodu cesarstva končalo, ker je njegov naslednik Teodozij I. potrdil  nicejsko veroizpoved.